# Frequentieband
Een frequentieband is een aaneengesloten bereik van frequenties van licht, radiogolven, straling of geluid. Licht, straling en radiogolven zijn allen elektromagnetische golven. Geluid is een materiële drukgolf. In de industriële en wetenschappelijke wereld zijn de frequentiebanden opgedeeld in kanalen. Om interferentie te voorkomen, zijn deze banden strikt gereglementeerd door nationale wetten en gecoördineerd door de International Telecommunication Union (ITU).
Ultrasoon geluid heeft bijvoorbeeld een frequentieband van ongeveer 20 kilohertz tot 500 megahertz. FM-radio heeft een frequentieband van circa 88-108 MHz.

## Indeling
De banden zijn als volgt ingedeeld:
- AM (amplitudemodulatie) (530-1610 kHz) of tot 1710 kHz in Amerika)
- KG (korte golf) (5,9-26,1 MHz)
- De Citizens Band of kortweg 27 MC of nog "11 meterband" (26,965-27,405 MHz)
- Kanalen 2-6 van de televisie (54-88 MHz in Amerika)
- FM (88-108 MHz, behalve 76-90 MHz in Japan)
- Airband (108-137 MHz) voor luchtverkeerscontrole
- Kanalen 7-13 van de televisie (174-216 MHz in Amerika)
- L-band (1452-1492 MHz) voor digitale radio (SCHAR) buiten de Verenigde Staten
- Amateurradiobanden onderverdeeld in diverse kanalen
- Militaire banden:
  - FM (35-87,9 MHz)
  - X-band (8-10 GHz)
  - S-band (1750-2400 MHz)
- K-band (20-40 GHz), die verder wordt onderverdeeld:
  - Ka: K-bovenband, (27-40 GHz), die hoofdzakelijk voor radar en algemene mededelingen wordt gebruikt
  - Ku: K-onderband, (12-18 GHz), die hoofdzakelijk voor satellietcommunicatie wordt gebruikt
- Radionavigatie, zoals LORAN en gps
- V-band (50-75 GHz)
- Marifoon (scheepvaart) (156-158 MHz)
- amateurbanden, waaronder:
  - VHF of 2 meterband (144-146 MHz)
  - UHF of 70cm-band (430-440 MHz)

De ITU verdeelt het radiospectrum in twaalf banden. Elk van deze banden begint op een golflengte die een veelvoud is van tien (10n) meter. Elk van deze banden heeft een eigen, traditionele benaming. Zo wordt de benaming HF (hoge frequentie) toegekend aan de band tussen 100 en 10 meter of aan de overeenstemmende frequenties tussen 3 MHz en 30 MHz.

## Frequentieplan
Een frequentieplan is een afspraak, op nationaal of internationaal niveau, waarin is vastgelegd welke frequentiebanden voor welke doeleinden gebruikt mogen worden, en welke voorwaarden daarvoor gelden. Zo mogen zendamateurs niet dezelfde frequenties gebruiken als de radio-omroep. Deze afspraken zijn nodig om conflicten bij het gebruik van frequenties te voorkomen, omdat hetzelfde frequentiebereik door iedereen gedeeld wordt.
De ITU verdeelt het radiospectrum in twaalf banden. Elk van deze banden begint op een golflengte die een veelvoud is van tien (10n) meter en heeft een eigen, traditionele benaming. Zo wordt de benaming HF (hoge frequentie) toegekend aan de band tussen 100 en 10 meter of aan de overeenstemmende frequenties tussen 3 MHz en 30 MHz.
In Nederland is het gebruik van frequenties voor radiocommunicatie vastgelegd in het Nationaal Frequentieplan (NFP). Hierin staan onder andere de frequentiebanden voor omroep via radio en televisie vastgelegd, als volgt:
| Bereik            | Naam                                | Opmerkingen                                           |
| ----------------- | ----------------------------------- | ----------------------------------------------------- |
| 148,5-283,5 kHz   | Lange golf AM                       | 153-279 kHz afstembaar                                |
| 526,5-1606,5 kHz  | Middengolf AM                       | 531-1602 kHz afstembaar                               |
| 3950-4000 kHz     | Korte golf 75 meter-band            | Secundaire status                                     |
| 5950-6200 kHz     | Korte golf 49 meter-band            |                                                       |
| 7200-7450 kHz     | Korte golf 41 meter-band            | Was 7100-7450 tot 29 maart 2009                       |
| 9400-9900 kHz     | Korte golf 31 meter-band            |                                                       |
| 11 600-12 100 kHz | Korte golf 25 meter-band            |                                                       |
| 13 570-13 870 kHz | Korte golf 21 meter-band            |                                                       |
| 15 100-15 800 kHz | Korte golf 19 meter-band            |                                                       |
| 17 480-17 900 kHz | Korte golf 16 meter-band            |                                                       |
| 18 900-19 020 kHz | Korte golf 15 meter-band            |                                                       |
| 21 450-21 850 kHz | Korte golf 13 meter-band            |                                                       |
| 25 670-26 100 kHz | Korte golf 11 meter-band            |                                                       |
| 47-68 MHz         | (VHF-I)                             | Voorheen analoge tv-kanalen 2-4                       |
| 87,5-108 MHz      | FM radio (VHF-II)                   |                                                       |
| 174-230 MHz       | Digitale radio (VHF-III)            | Voorheen analoge tv-kanalen 5-12                      |
| 470-790 MHz       | Televisie analoog en digitaal (UHF) | Analoge tv-kanalen 21-60                              |
| 790-862 MHz       | Televisie digitaal (UHF)            | Tot 1 januari 2013, voorheen analoge tv-kanalen 61-69 |
| 1452-1479,5 MHz   | Digitale omroep algemeen            |                                                       |
| 1479,5-1492 MHz   | Digitale satellietradio             |                                                       |
| 11,7-12,5 GHz     | Satellietomroep                     |                                                       |
| 40,5-42,5 GHz     | Satellietomroep                     |                                                       |
| 74-76 GHz         | Omroep algemeen                     | Tevens gebruikt als amateurband                       |

Hiertussen bevinden zich onder meer nog de band van RFID/NFC van 13,553 tot 13,567 MHz en die van wifi tussen 2,4 en 2,4835 GHz.

## Radiofrequentiespectrum
| Frequentieband                 | Frequentie   | Golflengte |
| ------------------------------ | ------------ | ---------- |
| Very low frequency (VLF)       | 3-30 kHz     | 100-10 km  |
| Low frequency (LF)             | 30-300 kHz   | 10-1 km    |
| Medium frequency (MF)          | 300-3000 kHz | 1000-100 m |
| High frequency (HF)            | 3-30 MHz     | 100-10 m   |
| Very high frequency (VHF)      | 30-300 MHz   | 10-1 m     |
| Ultra high frequency (UHF)     | 300-3000 MHz | 100-10 cm  |
| Super high frequency (SHF)     | 3-30 GHz     | 10-1 cm    |
| Extremely high frequency (EHF) | 30-300 GHz   | 10-1 mm    |